# 朱家角鎮
朱家角鎮（しゅかかく-ちん）は、中華人民共和国上海市青浦区に位置する鎮。典型的な江南水郷古鎮であり、「上海第一大鎮」と称される。
朱家角には北大街、東井街、西井街、大新街、東市街、勝利街、漕河街、東湖街、西湖街など幾条もの古い街がある。その中の北大街は2005年11月に上海市の「上海市十大休閒街」の一つとして選出された。
同里・甪直などに見られる、「運河―水門―茶館―市」の商業施設の相関関係を示す構造や、鎮の求心的場所としての廟や寺も残されている。また、放生橋（高位の僧侶が魚を放した場所）の上からは、百数十年経た茶館（外部と鎮内部の取引の場）も見られ、古典的商業の仕組みも散見できる。鎮内では鶏肉入りの粽が名物で随所で売られている。

## 歴史
朱家角は宋代に市場が形成され、明代の万暦年間（1573年 - 1620年）に鎮（朱渓鎮）となった。水路の要所であった点から発達し、紡織業も発展しており、鎮としての反映は、近隣の鎮である、北周荘、南周荘を遥かに凌いでいたと言われている。
2000年に沈巷鎮が朱家角鎮に併合された。2006年、朱家角は『環球游報』聯合新聞の午報と全国31の都市類報紙による「中国最値得外国人去的50個地方」に入選した。

## 教育
- 中学校 : 2校
- 小学校 : 2校

## アクセス
上海体育館バスターミナルより観光バスで2時間程度。入村料とバスチケットのセットが売られている。
また、観光バス以外にも、人民広場近くから路線バスが出ている他、2017年に開通した上海軌道交通17号線でのアクセスが可能となっている。最寄り駅は朱家角駅。

## 行政区画
下部に以下の社区居民委員会と村民委員会を管轄する。
- 社区居民委員会:大新街、勝利街、東湖街、西湖新村、北大街、東井街、大淀湖、沈巷、東大門社区、泰安第一社区、泰安第二社区
- 村民委員会:周蕩村、横江村、盛家埭村、張家圩村、新旺村、新華村、小江村、周家港村、沙家埭村、山湾村、慶豊村、淀峰村、山海橋村、創建村、淀山湖一村、水産村、安荘村、先鋒村、沈巷村、張馬村、李荘村、建新村、王金村、林家村、新勝村、張巷村、万隆村、薛間村

## ギャラリー

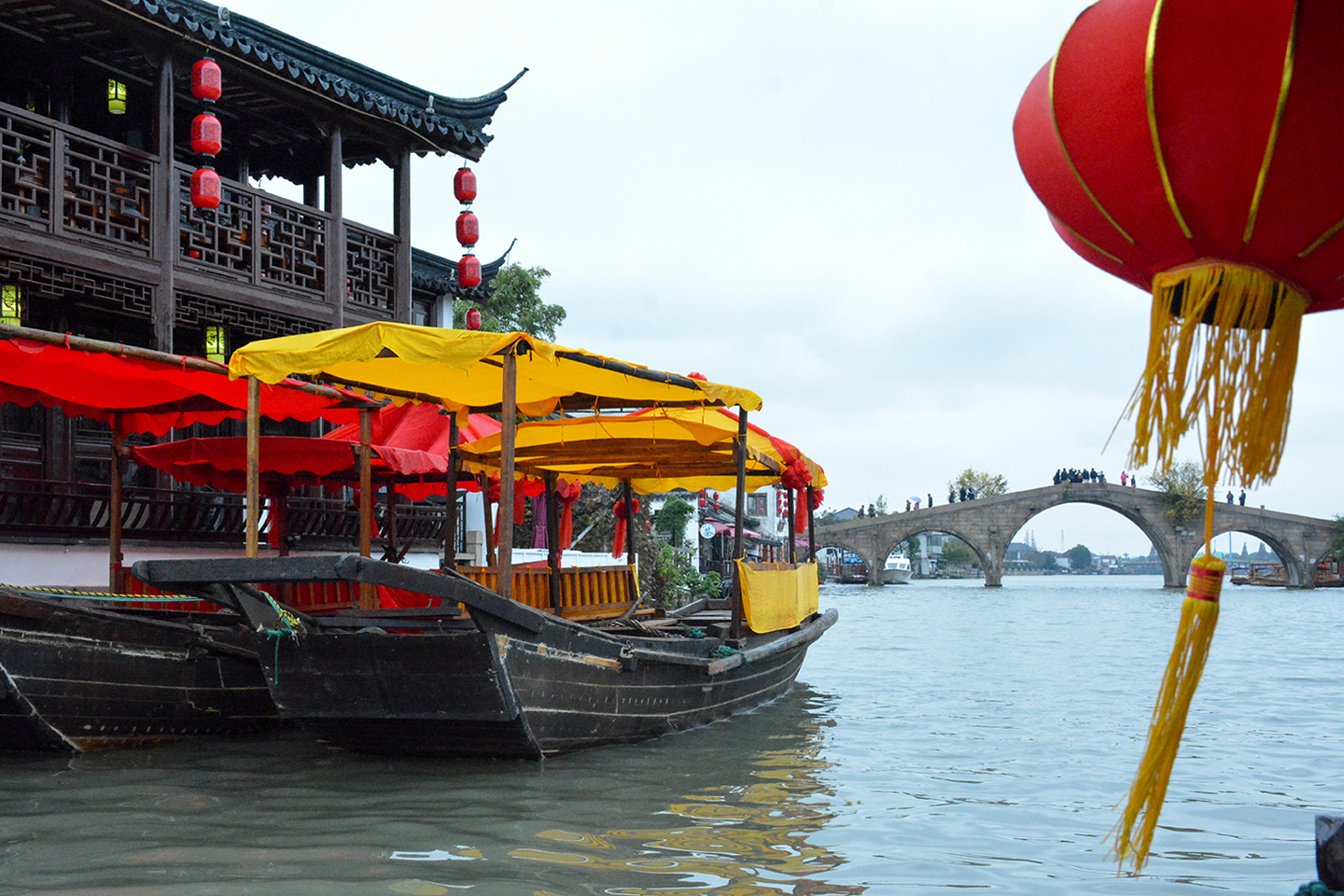
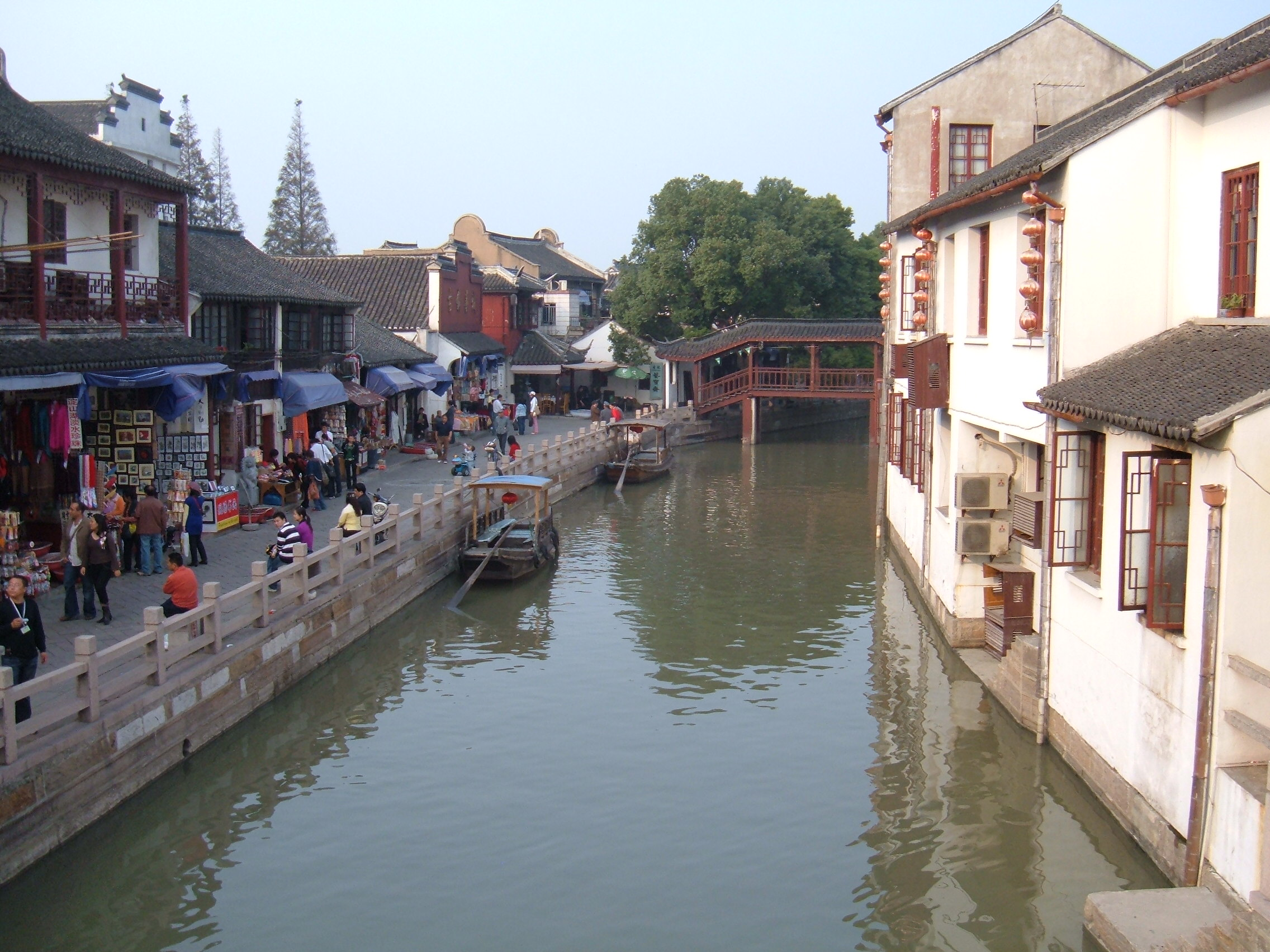
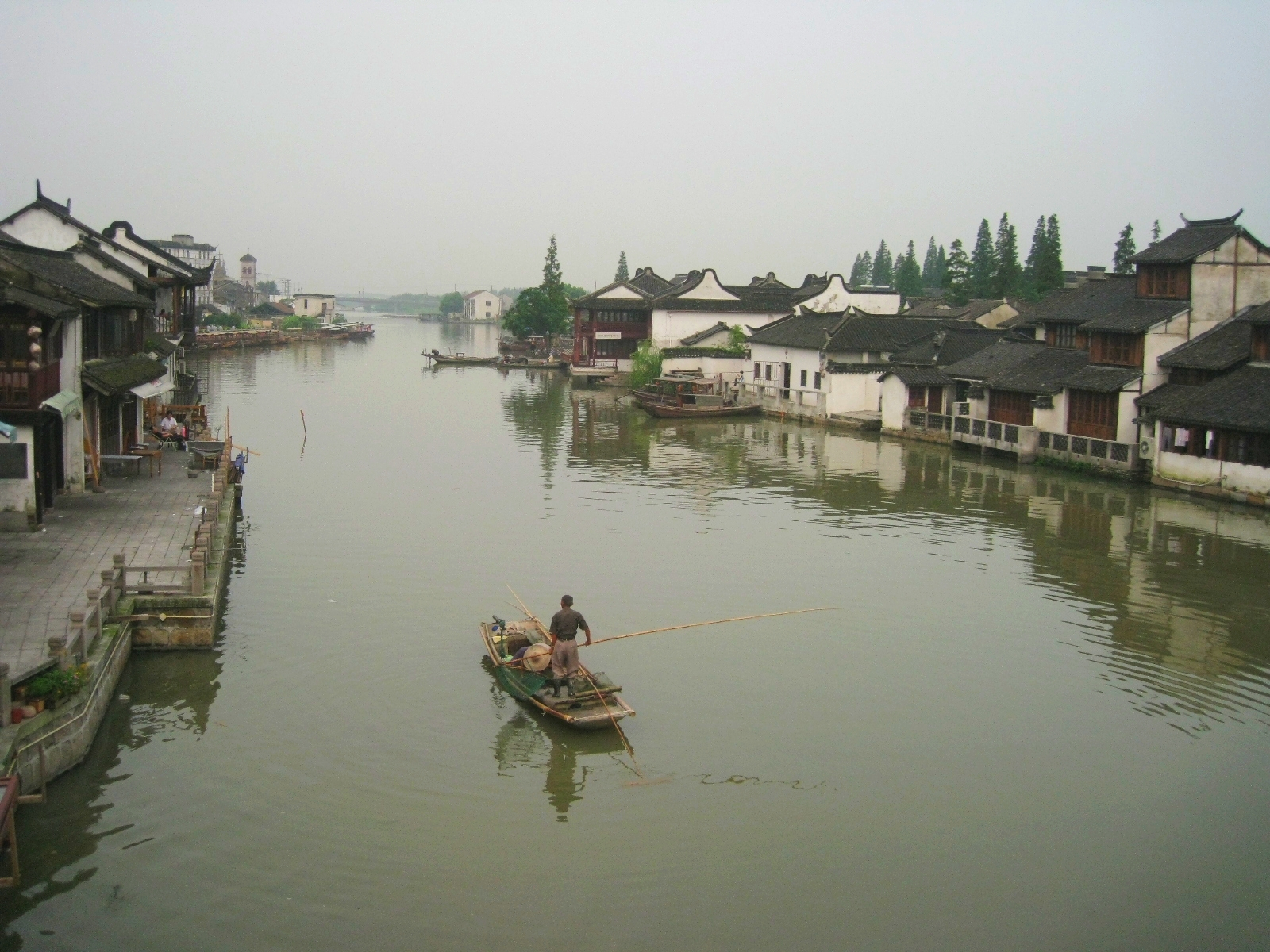
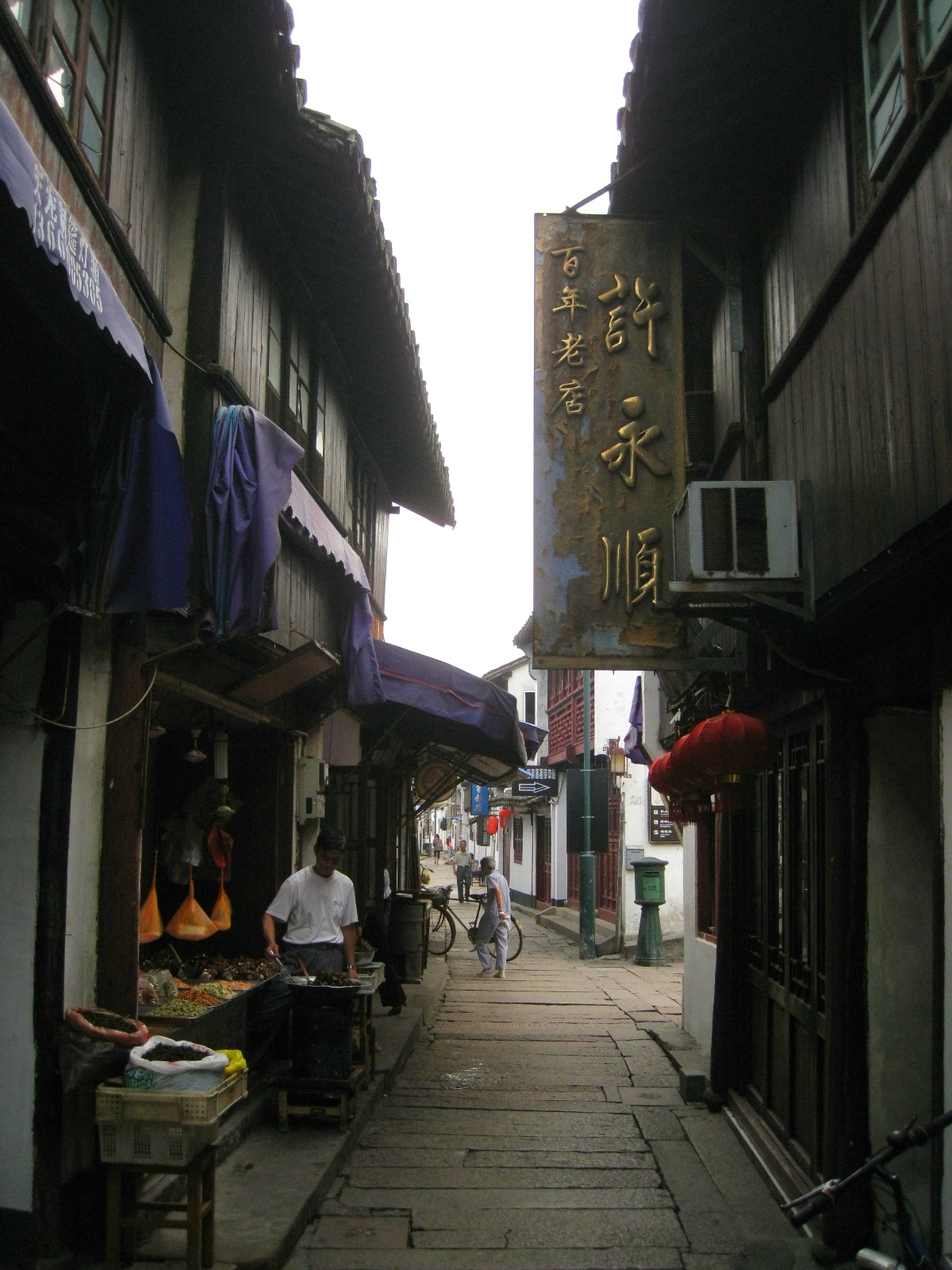
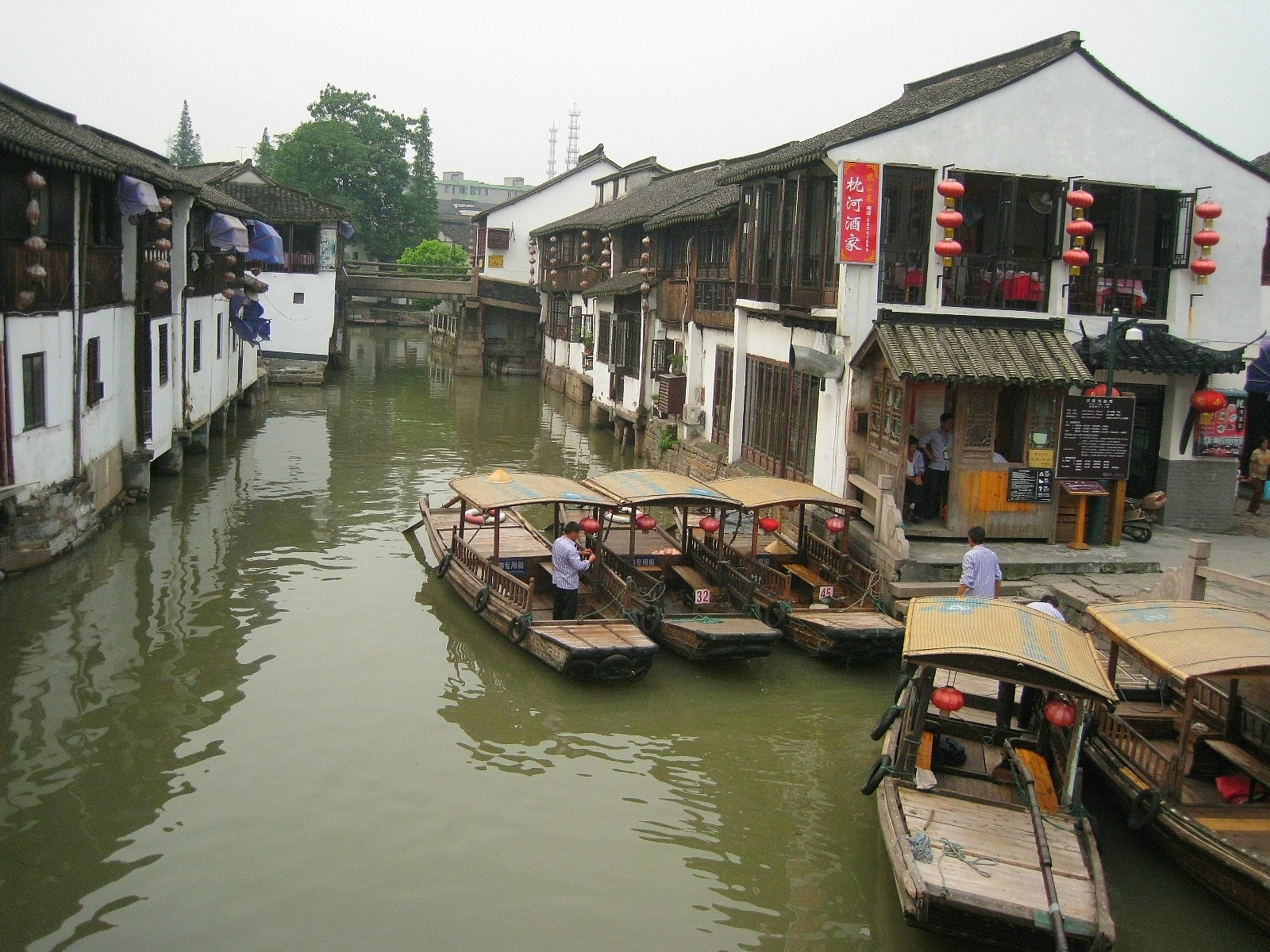
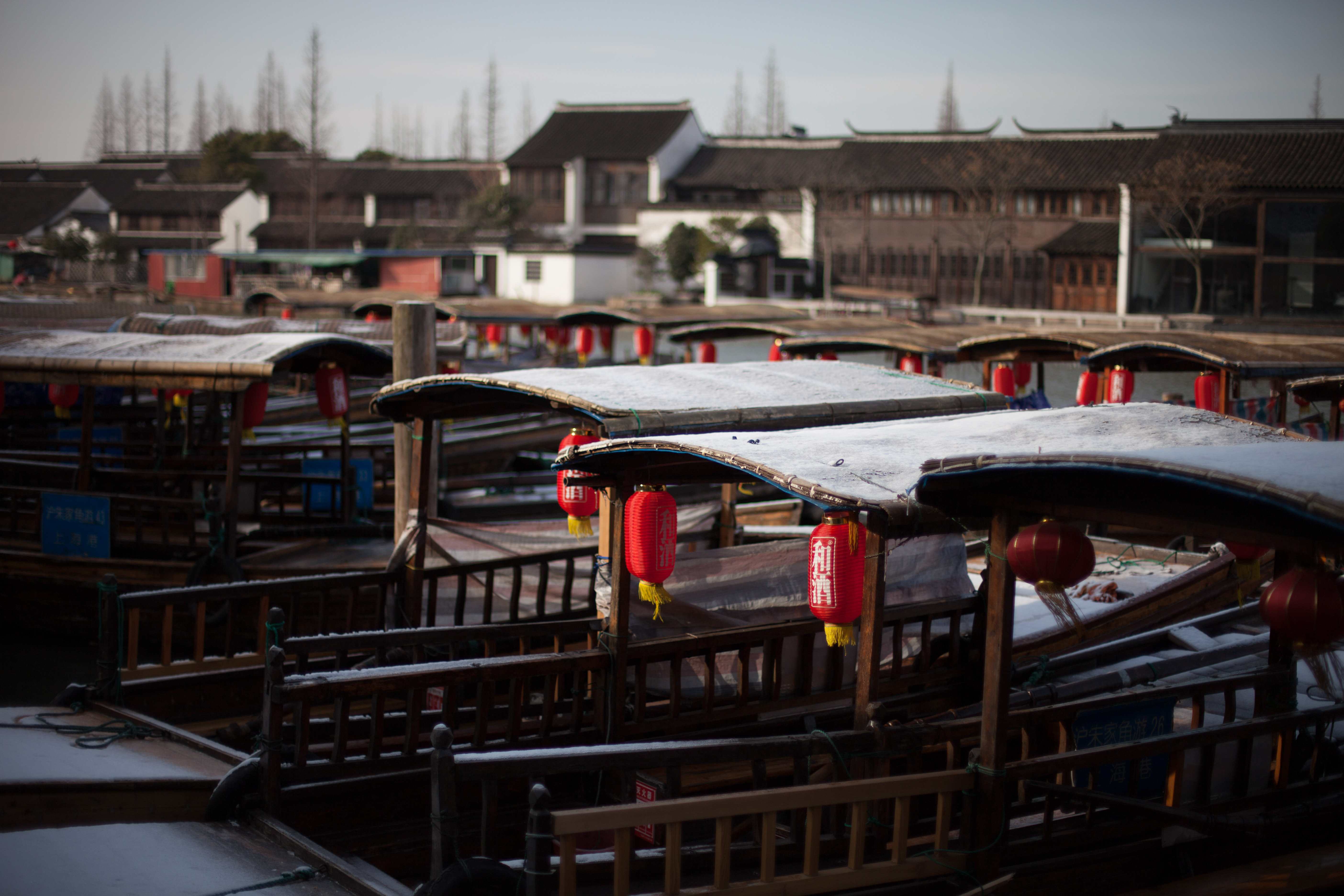
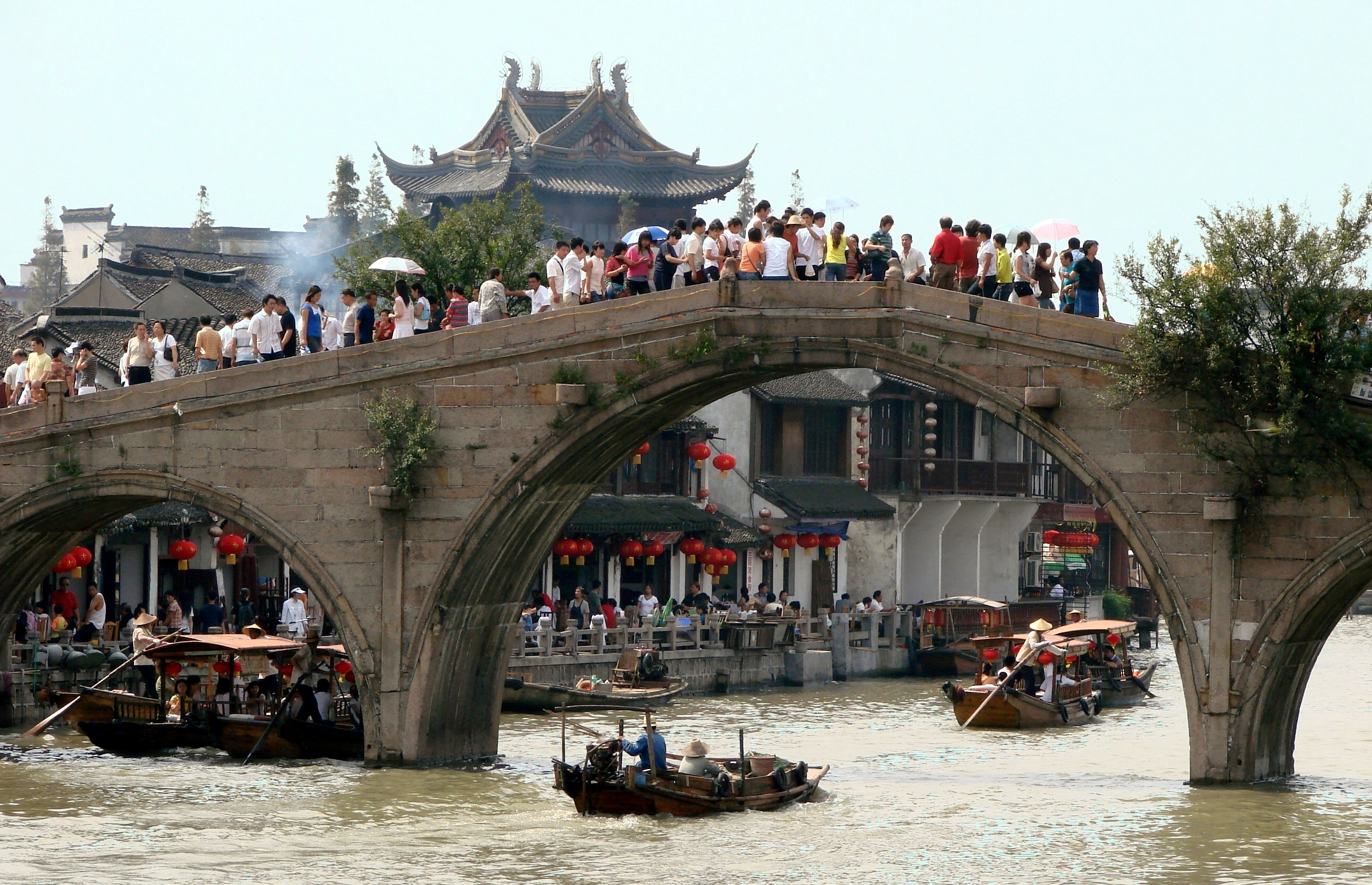